# Горлач, Андрей Андреевич
Андре́й Андре́евич Горла́ч (1898—1976) — советский селекционер зерновых культур, лауреат Сталинской премии третьей степени.

## Биография
Родился 30 ноября (12 декабря) 1898 года в селе Монастырище (ныне Ичнянский район, Черниговская область, Украина). 
Из крестьян. Окончил Киевский сельскохозяйственный институт (1922).
В 1922—1976 годах работал на Белоцерковской опытно-селекционной станции, в 1928—1941 и 1944—1944 зав. отделом селекции зерновых культур. Во время войны в 1941—1944 научный сотрудник отдела зерновых культур Бийской опытно-селекционной станции (Алтайский край).
В 1951—1954, 1964, 1967—1969 годах по совместительству зав. кафедрой селекции и семеноводства Белоцерковского СХИ.
Доктор сельскохозяйственных наук, профессор.
Умер 11 августа 1976 года в Белой Церкви (ныне Киевская область, Украина).
Соавтор болезнеустойчивых сортов озимой пшеницы Лесостепка 74, 75, Белоцерковская 198, 29.

## Признание
- Сталинская премия третьей степени (1951) — за выведение нового сорта озимой пшеницы «Лесостепка-75»